# Damien Perquis
Damien Perquis (Troyes, 10 de abril de 1984) é um futebolista polonês nascido na França.

## Carreira
Após ter passado pelas categorias de base do ESTAC Troyes, Perquis profissionalizou-se em 2002, jogando pelo time B. Alçado para o elenco principal no ano seguinte, jogaria entre 2003 e 2005, tendo jogado 62 partidas e marcando três gols.
Em 2005, Perquis é contratado pelo Saint-Étienne, participando de 34 partidas e marcando um gol. Sem espaço no ASSE, é emprestado para o Sochaux em 2007. Seu desempenho levou o clube a contratá-lo em definitivo em 2008.

## Seleção
Perquis teve apenas três oportunidades na Seleção Francesa Sub-21, sem marcar gols. Em 2008, manifestou interesse em defender a Seleção Polonesa (sua avó, Józefa Bierła, era polonesa de  nascimento). A informação foi confirmada pelo treinador Franciszek Smuda em 2010.
Em 2011, Perquis apresentou o pedido de naturalização, mas sua família havia perdido alguns documentos, e isso fez com que Smuda procurasse o presidente polonês Bronislaw Komorowski, que aprovou o pedido de naturalização de Perquis, oficializada em 1 de setembro. Cinco dias depois, estreou pela Polônia em um amistoso contra a Alemanha.
Convocado para a Eurocopa de 2012, Perquis, apesar de ter atuado nas três partidas da Polônia, não impediu a eliminação na primeira fase.